# Raymond Eller Kirk
Raymond Eller Kirk  (* 24. Juni 1890 in Hamilton County, Nebraska; † 1957) war ein US-amerikanischer Chemiker.
Er war Professor für Anorganische Chemie an der University of Minnesota. Später war er Dekan der Graduate School am Polytechnic Institute of Brooklyn und stand dort der chemischen Fakultät vor. Mit dem dortigen Professor für Chemieingenieurwesen Donald F. Othmer gab er ab 1947 das vielbändige Standardwerk Encyclopedia of Chemical Technology heraus.
Er befasste sich unter anderem mit Zementherstellung.

## Schriften
- mit Donald F. Othmer (Herausgeber): Encyclopedia of Chemical Technology, 26 Bände, Interscience 1947 bis 1956